# Hardau (Winterthur)

Karte des Quartiers

Hardau ist ein Quartier der Stadt Winterthur. Zusammen mit den Quartieren Weinberg, Oberfeld, Lindenplatz, Niederfeld, Neuburg, Härti und Taggenberg gehört es zum Kreis 6 (Wülflingen).

## Geografie
Hardau liegt am westlichen Ende von Wülflingen und damit auch am westlichen Ende der Stadt selbst. Der bebaute Teil des Quartiers lässt sich dabei in die an das Siedlungsgebiet des Quartiers Niederfeld angrenzende Siedlung Hardau und das 300 Meter westlich liegende Fabrikareal Hard unterteilen. Am Westende des Quartiergebiets befindet sich noch die Kläranlage Hard, die vom restlichen Quartiergebiet durch das Waldgebiet Hardholz abgeschirmt wird. Westlich der Kläranlage Hard liegt an der Grenze zu Pfungen mit 393 Metern der tiefste Punkt der Stadt Winterthur.
Mit der vorgenannten Gemeinde Pfungen teilt sich das Quartier aber nur einen kleinen Grenzverlauf am westlichen Ende, grösser ist jedoch die gemeinsame Grenze mit der Gemeinde Neftenbach im Nordwesten. Gegen Südwesten grenzt das Quartier entlang der Bahnstrecke Winterthur–Bülach zwischen den Wäldern Hardholz und Beerenberg an das Quartiergebiet von Neuburg. Im Südosten liegt das Quartier Niederfeld, die Grenze führt hier zur Hälfte entlang von Feldern und der Siedlungsgrenze. Lediglich kurz vor der Töss durchquert die Grenze bei der Hardgutstrasse eine Häuserreihe. Im Nordosten verläuft die Grenze schliesslich entlang der Töss, auf der anderen Seite des Flusses liegt hier das Quartier Härti.

## Bildung
Kindergarten und Primarschule besuchen die Schüler aus dem Quartier im Schulhaus Wyden im benachbarten Niederfeld. Die Sekundarschule Hohfurri befindet sich im Osten Wülflingens am westlichen Ende des Quartiers Oberfeld.

## Geschichte
Die für das Quartier namensgebende Siedlung ist ein ehemaliges, 82 Häuser umfassendes Arbeiterquartier. Es wurde zwischen 1943 und 1946 von der Baugenossenschaft «Langgasse» als Reaktion auf die verschärfte Wohnungsnot gebaut. Der Bauplatz wurde bewusst gewählt, da der nur mit wenig Humus überdeckte kiesige Untergrund schlecht für die Landwirtschaft geeignet war. Die bewusst klein gebauten Doppel-Einfamilienhäuser wurden zu jener Zeit von kinderreichen Familien bewohnt. Um das Siedlungsbild zu erhalten, existiert für die Hardau ein Gestaltungsplan.
Ebenfalls zum Quartier gehört das Fabrikareal der ehemaligen Spinnerei Hard. Diese wurde in den Jahren 1801/02 erbaut und war mutmasslich die erste Fabrik und maschinelle Spinnerei in Kontinentaleuropa. Nach dem Niedergang der Spinnerei im Februar 1924 wurde die Fabrik zuerst von der Knopffabrik Neftenbach übernommen, die jedoch vier Jahre später den Betrieb einstellte. Neuer Eigentümer danach war ein Kunststoff-Spritz-/Presswerk, das dort bis zu seinem Konkurs 1985 tätig war. Bereits 1935 wurde in der Hard das erste Schweizerische Berufslager für arbeitslose, jugendliche Metallarbeiter gegründet (heute als Schweizerische Technische Fachschule im Schlosstal ansässig), die bis 1962 auf dem Areal blieb. Heute wird das Areal von der Gemeinschaft Hard verwaltet und bietet etwa für je 140 Personen Wohnraum und Arbeitsplätze.
Am Westende des Quartiers befindet sich die 1951 in Betrieb genommene Kläranlage Hard, getrennt vom restlichen Quartiergebiet durch das Waldgebiet Hardholz.

## Verkehrsanbindung
Direkt in der Nähe der Siedlung Hardau (aber ausserhalb des Quartiergebiets) befindet sich die Bushaltestelle «Hardau» der Buslinie 7 (HB – Bahnhof Wülflingen) von Stadtbus Winterthur. Ebenfalls in wenigen Minuten erreichbar von Hardau her ist der Bahnhof Winterthur Wülflingen, an der die S41 (Winterthur – Bülach – Zurzach – Waldshut) hält. An Wochenenden verkehrt auf der Strecke der Buslinie 7 die Nachtbuslinie N59 (Winterthur – Storchenbrücke – Schlosstal – Bahnhof Wülflingen), die stadtauswärts die Bushaltestelle Hardau zum Aussteigen bedient. Der Bahnhof Wülflingen wird vom Nachtzug Winterthur–Bülach angefahren.
Vom Fabrikareal Hard her liegen, je nach Präferenz, die Endhaltestelle «Wülflingen» der regelmässig verkehrenden Trolleybuslinie 2 (Wülflingen – HB – Seen) oder die Haltestelle «Haltenreben» näher, an die drei Regionalbuslinien 665, 667 und 670 halten, die in Richtung Neftenbach unterwegs sind, halten. Beide Haltestellen werden am Wochenende von der Nachtbuslinie N67 (Winterthur – Neftenbach – Pfungen – Dättlikon) angefahren.